# Galaxia Gutenberg
Galaxia Gutenberg (que apareix com a Galàxia Gutenberg en els llibres editats en català) és una editorial en llengua castellana i catalana, creada a Barcelona el 1994, inicialment amb l'objectiu de distribuir els llibres de Círculo de Lectores. Posteriorment va funcionar temporalment dins d'editorials com Random House Mondadori, fins que el 2004 Círculo de Lectores la va recuperar i hi va posar Joan Tarrida com a director. El 2010, però, l'editorial es va independitzar de l'empresa matriu i va passar a ser una editorial independent.
Durant la seva trajectòria ha rebut premis com el Premi Visual a la trajectòria de disseny gràfic editorial i el Premi del Ministeri de Cultura a la millor labor editorial cultural de 2006. Han publicat obres d'escriptors com Gonzalo Rojas, Guillermo Cabrera Infante i María Zambrano. Una de les seves publicacions que va tenir més èxit va ser Vida i destí, de Vasili Grossman, amb més de 250.000 exemplars venuts. El 2012 van iniciar una nova col·lecció de narrativa europea contemporània.